# Franz Xaver Schmid-Breitenbach

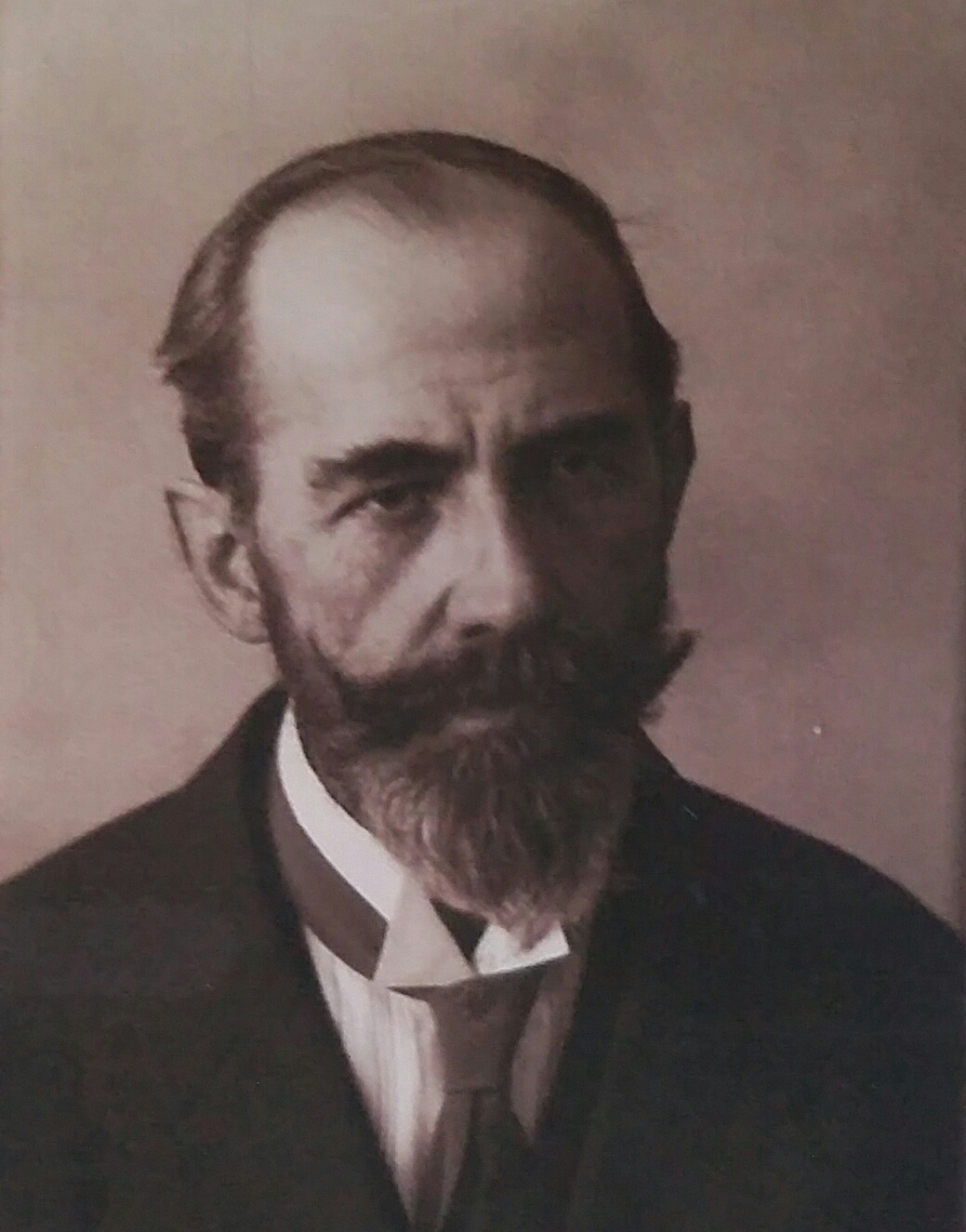
Franz Schmid-Breitenbach

Franz Xaver Schmid-Breitenbach (* 17. August 1857 in München; † 3. Januar 1927 ebenda) war ein deutscher Maler der Münchner Schule sowie Kunstschriftsteller.

## Leben
Schmid-Breitenbach war der Sohn des Steinwarenfabrikanten Ignaz Schmid und dessen Frau Antonie (geborene Breitenbach). Er besuchte zunächst das Realgymnasium und erhielt von 1875 bis 1876 eine künstlerische Ausbildung an der Kunstgewerbeschule bei Alexander Streber und Michael Echter. Ab 1876 studierte bis 1880 unter anderem bei Ludwig von Löfftz an der Akademie der Bildenden Künste München.
Er schrieb 1903 das Werk Stil- und Kompositionslehre für Maler: Unter besonderer Berücksichtigung der Farbengebung, welches noch heute als eines der Standardwerke in der akademischen Malerausbildung Verwendung findet.
Schmid-Breitenbach war von 1896 bis 1906 Kassierer und Schriftführer der Münchner Künstlergenossenschaft und seit 1908 2. Vorsitzender der Allgemeinen Deutschen Kunstgenossenschaft. Er war zudem Mitglied der Allgemeinen Schriftsteller-Vereinigung. In München wohnte er in der Schwanthalerstr. 81.
Familie

Am 8. März 1881 heiratete er Jenny (geborene Bouhler), eine Tochter des Majors Franz Bouhler und dessen Frau Marie (geborene Wehner). Das Paar hatte drei Kinder, Egon, Roma und Hertha.
Sein Grab befindet sich auf dem Alten Südlichen Friedhof in München.

## Werke (Auswahl)
Schmid-Breitenbach malte vorwiegend Genreszenen aus dem bäuerlichen und bürgerlichen Leben, die häufig als Vorlage für Illustrationen in Familienzeitschriften dienten.
- Im Hexenwahn
- Magdalenas Bekehrung

Schriften (Auswahl)
- Stil- und Kompositionslehre für Maler: unter besonderer Berücksichtigung der Farbgebung. Paul Neff, Stuttgart 1903 (archive.org).
- Der Stil in der modernen Malerei. In: Deutschen Gesellschaft für Christliche Kunst (Hrsg.): Christliche Kunst. 1. Jahrgang, 1905, S. 155–163 (Textarchiv – Internet Archive).
- Ludwig Glötzle. In: Deutschen Gesellschaft für Christliche Kunst (Hrsg.): Christliche Kunst. 3. Jahrgang, 1907, S. 217–221 (Textarchiv – Internet Archive).
- Landschaft, Marine, Architektur. (= Jaennickes Handbuch der Ölmalerei. Band 1). 8. Auflage. Paul Neff, Eßlingen a. N. 1917.
- Stilleben, Frucht-, Blumen- und Tierstück, Bildnis, Akt, Figurenbild (= Jaennickes Handbuch der Ölmalerei. Band 2). 2. Auflage. Paul Neff, Eßlingen a. N. 1919.

## Auszeichnungen
- Goldene Medaille mit Diplom von der Pariser „Exposition du Palais du travail“ für sein Gemälde Nach der Taufe.[5]
- 1905 wurde er Ehrenmitglied der Münchner Künstlergenossenschaft.[3]